# Valentyn Moroz
Valentyn Jakovič Moroz (rusky Валентин Яакович Мороз) (15. dubna 1936, Holonov (Volyň) – 16. dubna 2019, Lviv) byl ukrajinský spisovatel, historik a jeden z nejradikálnějších disidentů na Ukrajině, politický vězeň. Díky svému odporu proti perzekuci ze strany komunistických úřadů se stal populárním hrdinou, zejména u ukrajinské diaspory v Kanadě, ale po vyhoštění ze SSSR se díky svému militantnímu nacionalismu a soukromému životu stal kontroverzní osobností.

## Život
Moroz se narodil v rolnické rodině ve Volyňské oblasti. Po absolvování školy nastoupil na fakultu historie Lvovské univerzity a poté absolvoval dálkové postgraduální studium (na denní studium nebyl přijat kvůli neuspokojivému hodnocení z dějin KSSS). Pracoval jako ředitel a učitel venkovské školy a od roku 1964 jako učitel na Luckém pedagogickém institutu, poté na Ivano-frankivském pedagogickém institutu. V Lucku Valentyn Moroz napsal doktorskou disertaci, v níž se zabýval luckým procesem z roku 1934 proti členům Komunistické strany západní Ukrajiny. Kvůli svému zatčení ji nestihl dokončit. Během studia se sblížil s ukrajinským okruhem disidentů, zejména s Mychajlem Horynem a začal šířit samizdatové články Mychaila Hruševského, dokumenty Ústřední rady nezávislé Ukrajiny z let 1917–1918 nebo brožuru Jevhena Sverstjuka "O procesu s Pogruzhalským".
Roku 1958 se oženil s Raisou Lefterovou, která pocházela z venkovské rodiny Azovských Řeků a vystudovala filologii na Lvovské univerzitě. Roku 1962 se manželům narodil syn Valentyn.
Dne 1. září 1965 byl Moroz zatčen poté, co na pedagogickém institutu přednesl projev, v němž argumentoval, že Ukrajina by měla být uznána jako národní stát se stejným statusem jako Polsko nebo Československo. Byl obviněn z "protisovětské agitace" a odsouzen na čtyři roky do gulagu. Když si stěžoval na podmínky v pracovním táboře, byl v prosinci 1966 převezen do Vladimiru a tam držen šest měsíců na samotce. V roce 1968 byl vyšetřován jako podezřelý z autorství Zprávy z rezervace Lavrentije Beriji, popisu poměrů v pracovních táborech. Úřadům se tehdy nepodařilo prokázat, že by to bylo jeho dílo. Šedesátá léta Moroz považoval za první vlnu ukrajinského obrození po dlouhé zimě stalinismu a za revoluci básníků. Za hlavní postavy tohoto obrození označil I. Dzjubu, J. Sverstjuka a A. Horskou. Tehdejší samizdatovou tvorbu korunovalo generační memorandum – kniha I. Dzjuby: "Internacionalismus, nebo rusifikace?".
Po skončení čtyřletého trestu byl Moroz propuštěn, vrátil se do Ivano-Frankivska a napsal několik esejů, které se šířily v samizdatu. V jednom z nich, Uprostřed sněhů, obhajoval to, co nazýval "živým příkladem hrdinského občanského chování", a trval na tom, že disidenti by měli být připraveni přijmout osobní oběť, což byla implicitní kritika jeho kolegy disidenta Ivana Dzjuby, který se odvolal, aby se vyhnul vyloučení ze Svazu spisovatelů. V dalším díle Mojžíš a Dathan tvrdil, že lidé by měli věřit, že "jejich národ byl vyvolen Bohem a jejich lid je nejvyšším produktem dějin".
Jako praktikující křesťan riskoval Moroz v květnu 1970 zatčení, když nahrával mši ve vesnickém kostele, který měl být přeměněn na muzeum, ale místní obyvatelé ho před policií ochránili.
Moroz byl znovu zatčen 1. června 1970 za autorství jeho vlastních statí kolujících v samizdatu, včetně Zprávy z Berijovy rezervace, když KGB potvrdila jeho autorství. V listopadu 1970 byl obžalován v uzavřeném procesu v Ivano-Frankivsku. Desítka jeho příznivců riskovala zatčení tím, že se dostavila do soudní síně, ale nebyla vpuštěna dovnitř. Byli předvoláni čtyři svědci, ale tři z nich, včetně Dzjuby a Vjačeslava Čornovila, odmítli vypovídat, pokud se soud nebude konat veřejně. Moroz byl odsouzen ke čtrnáctiletému trestu – šesti letům vězení, třem letům pracovního tábora a pěti letům vyhnanství.
V létě 1972 byl Moroz umístěn do cely s běžnými kriminálníky, čelil posměškům, nedostatku spánku a v červenci utrpěl bodnou ránu do břicha. Poté byl umístěn na samotku, údajně kvůli vlastní ochraně. V červenci 1974 v obavě, že by se z dlouhodobé izolace mohl zbláznit, zahájil hladovku "na život a na smrt". Pět měsíců byl udržován při životě nucenou umělou výživou, dokud nebyl v listopadu 1974 přemístěn do cely s jiným vězněm.
Přísnost rozsudku vzbudila mezinárodní protesty, z velké části díky jeho manželce Raise, která předávala informace zahraničním korespondentům a psala dopisy s výzvami o podporu ze zahraničí, přestože jí KGB vyhrožovala, že i ona může být zatčena. Její výzvu otiskly The New York Times a Moroze se zastal i Andrej Sacharov. Jeho případem se opakovaně zabývala Amnesty International, podporovala ho exilová ukrajinská "Hromada" a ve Winnipegu vznikla roku 1974 iniciativa "Free Moroz". Jen během roku 1974 bylo na adresu Valentyna Moroze ve Vladimirské věznici odesláno asi 1 300 dopisů a 1 000 telegramů a tato iniciativa pokračovala i v roce 1975.
Když v roce 1976 skončilo jeho věznění, byl Moroz poslán do pracovního tábora v Mordvinsku, kde byl ostatními vězni obviněn z podněcování Ukrajinců proti ruským a židovským vězňům. Jeho údajný antisemitismus představoval pro hnutí za demokracii na Ukrajině vážný problém, protože jeho jméno bylo v zahraničí velmi dobře známé.

### Exil v Kanadě
V dubnu 1979, po pětiměsíční hladovce a dva měsíce před vypršením jeho trestu v pracovním táboře, byl Moroz pod tlakem světové veřejnosti vypovězen do USA spolu s dalšími čtyřmi politickými vězni, kteří byli vyměněni za dva bývalé ruské agenty KGB odsouzené za špionáž. Nejprve se usadil v Americe a roku 1979 navštívil několik měst v Kanadě. Na letišti ve Winnipegu ho přišlo přivítat 2 000 lidí a místostarosta William Norrie vyhlásil 11. červen za "Den Valentyna Moroze". Za jeho záchranu se zasloužil Zbigniew Brzezinski, který se narodil na západě Ukrajiny a nekompromisně trval na tom, že mezi vyměněnými vězni musí být Ukrajinec. Moroz vyučoval na Harvardově univerzitě (1979–1980), a později přesídlil do Kanady a vydával časopis Anabáze (1980–1991), v Torontu vedl týdenní rozhlasový pořad (1986–1991). Pokusil se také vytvořit mládežnickou organizaci Rytíři Svjatoslava, ale mezi kanadskými studenty narazil na odpor.
Toto počáteční nadšení a uctívání Moroze jako hrdiny však netrvalo dlouho. Morozovy politické výroky, například jeho názor, že ukrajinskou nezávislost je třeba zajistit všemi možnými prostředky, včetně partyzánské války, se líbily příznivcům bývalého partyzánského vůdce Stepana Bandery, ale ne ostatním částem kanadské ukrajinské diaspory ani levicově-liberálním kruhům.
V září 1979 přijela do Kanady Morozova manželka Raisa, ale Moroz ji veřejně obvinil, že je agentkou KGB a že chce všechny jeho peníze jako výživné a manželé se roku 1981 rozvedli.

### Poslední léta
Moroz se vrátil na Ukrajinu v lednu 1991, těsně před pádem komunismu, a usadil se ve Lvově, kde pracoval jako akademik. Vedl sérii přednášek, v nichž ilustroval navenek nepřehlédnutelné falšování ukrajinských dějin ruskými historiky. Od roku 1997 žil trvale ve Lvově, kde přednášel na Lvovské státní univerzitě tělesné kultury. Moroz měl blízko k radikálně nacionalistickým uskupením na Ukrajině a je považován za ideologickou autoritu pro členy Sociálně-národního shromáždění, v jehož edicích vydával své knihy o nacionalismu. Moderoval pořad "Historický kalendář" ve lvovském rozhlase.
Zemřel ve Lvově 16. dubna 2019, těsně po svých 83. narozeninách. Pohřben byl 20. dubna na Ličakovském hřbitově, pole č. 5.

### Výběr z díla
- Report from the Beria Reserve (samizdat), oficiální vydání, John Kolasky (ed.), Toronto 1974
- Among the Snows (samizdat)
- Chronicle of the Resistance (samizdat)
- Moses and Datan (samizdat)
- Essays, letters, documents, 288 p., Suchasnost Publishing House, 1975
- Nationalism of the 21. century, Lviv 1997
- In search of Ukrainian Pinochet, Lviv 1999.
- Youth and the process of modern Ukrainian state-building, Lviv 2002
- Ukraine in the twentieth century. The first stage 1900–1920, Lviv, 2005
- Ukraine in the twentieth century. Book two 1920–1953, Liga-Press, Lviv 2012
- Stalin and collectivization